# Балла (герб)
Балла (Балло, пол. Bałłа, Bałło) — шляхетський герб з нобілітації, різновид герба Гриф.

## Опис герба
Опис згідно класичними правилами блазонування:
У синьому полі срібний грифон у золотому озброєнні тримає шаблю зі срібним лезом і золотою ручкою в правиці. В клейноді — половина гербової фігури.

## Найперша згадка
Даний у 1768 році військовим Францішеку і Яну Баллам.

## Геральдичний рід
Балла (Bałła — Bałło).

## посилання
1. ↑  Adam Boniecki Herbarz polski